# Jonatan Cerrada
Jonathan Cerrada Moreno (artistnamn Jonatan Cerrada), född den 12 september 1985 i Liège, är en fransk sångare och dokusåpadeltagare. 2004 deltog han i Eurovision Song Contest för Frankrike.

## Biografi
Jonatan Cerrada föddes 12 september 1985 i Liège i Belgien, av María Victoria Moreno och Valentin Cerrada, båda från Spanien. Han har fyra syskon: Julien, Rafaël, Audrey och Rachel. Han beskriver sig själv som energisk och generös, och att han har humor, men även är blyg och glömsk.

### Karriär
Jonatan började sjunga tidigt. Vid åtta års ålder började han studera sång vid Opéra Royal de Wallonie i Liège.
År 2003 deltog han i den franska versionen av Idol, A la recherche de la nouvelle star och vann i finalen över Thierry Amiel. Kort tid därpå gavs hans debutsingel Je Voulais Te Dire Que Je T'attends ut. Senare kom hans andra singel,  Rien Ne Me Changera. Båda låtarna finns på debutalbumet Siempre 23. I uttagningen sjöng han Shakiras låt Suerte på spanska.
Han representerade Frankrike 2004 i Eurovision Song Contest. Där kom han på femtonde plats av 24 deltagare. Hans sång hette A chaque pas som han delvis själv skrivit texten till. Ursprungligen skulle han ha uppträtt med en poppigare låt än denna, men bad att få byta. Han skrev själv texten till A chaque pas. Han och hans körsångare föreställde sagofiguren Den lille prinsen.
Jonatan har gästspelat i den spanska TV-serien Un, Dos, Tres. Han sjöng låten Mon paradis, en av låtarna i filmen Robots.
År 2005 utkom hans andra album La preuve du contraire och i september kom låten " Libre Comme L'air" ut som singel. På albumet sjunger han och Ophélie Cassy låten Ne M'en Veux Pas som en duett, men låten släpptes som singel 2006 i en soloversion..

## Diskografi
Album
- 2003 — Siempre 23
- 2005 — La preuve du contraire

Singlar
- Juli 2003 — Je voulais te dire que je t'attends
- September 2003 — Rien ne me changera
- Mars 2004 — A chaque pas
- April 2006 — Ne m'en veux pas